# Constantia australis
Constantia australis är en orkidéart som först beskrevs av Célestin Alfred Cogniaux, och fick sitt nu gällande namn av Paulo Campos Porto och Alexander Curt Brade. Constantia australis ingår i släktet Constantia, och familjen orkidéer. Inga underarter finns listade i Catalogue of Life.